# كارل توماس (لاعب كرة قاعدة)
كارل توماس (بالإنجليزية: Carl Thomas)‏ هو لاعب كرة قاعدة أمريكي، ولد في 28 مايو 1932 في منيابولس في الولايات المتحدة، وتوفي في 7 مارس 2013 في فينيكس في الولايات المتحدة.

## وصلات خارجية
- كارل توماس على موقعبيزبول رفرنس.كوم (الدوري الرئيسي) (الإنجليزية)